# Paul Gavarni

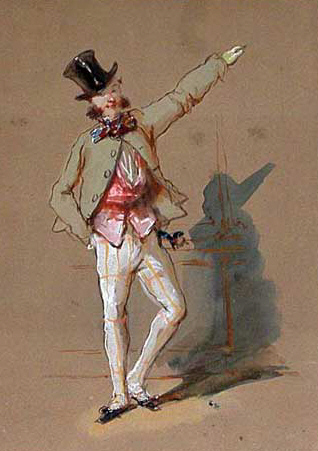
Paul Gavarni

Paul Gavarni, eredeti neve: Sulpice Guillaume Chevalier (Párizs, 1804. január 13. – Auteuil, 1866. november 23.) francia rajzolóművész és karikaturista.

## Élete
Kezdetben mechanikus volt, de tehetsége tudatában a művészi pályára lépett. Már ifjú korában szerepel a Les gens du Monde és a Charivari munkatársai között, ahol eredeti és szellemes rajzai feltűnést keltettek. Az előbbi folyóiratban egy sorozat litográfiája jelent meg, amelyek a párizsi ifjúság duhaj életét festik. Sok rajza jelent meg az Illustrationban, amelyek a nyomorgó osztály szomorú jeleneteit ábrázolják, majd pedig éles megfigyeléssel és tréfás gúnnyal írják le az akkori társadalom félszegségeit. Bámulatos könnyen és gyorsan vetette papírra ötleteit, úgyhogy teljes műve sok kötetet töltenének meg. Egy szemelvény legjobb munkáiból négy kötetben 1845–48-ban jelent meg Párizsban Oeuvres choisies de Gavarni címen. Később 1850-ben jelent meg 2 kötet Perles et parures par Gavarni címen.